# 2-й Сельскохозяйственный проезд
Вто́рой Сельскохозя́йственный проезд — небольшая улица на севере Москвы в районе Ростокино Северо-Восточного административного округа между Сельскохозяйственной улицей и улицей Сергея Эйзенштейна. Назван в 1955 году по Сельскохозяйственной улице. В проезде находится Московский городской педагогический университет (МГПУ).

## Учреждения и организации
- № 2/11 — школьное отделение школы № 1499 имени И. А. Докукина (до 2014 года — школа № 5 (специальная, для детей с нарушением зрения), в 2014—2016 годах — подразделение школы № 306). На территории школы установлен памятник-бюст Н. А. Островскому (1966, скульптор А. В. Рыбкин, архитектор Н. В. Донских)[1]
- № 4 — Московский городской педагогический университет (МГПУ).